# 卡爾頓電視
卡爾頓電視（Carlton Television）是英國的一家電視台，是大倫敦地區和伦敦周围各郡的獨立電視執照持有人，播出時段是每禮拜一早晨9點25分至禮拜五下午5點15分。現在卡爾頓電視已經和倫敦週末電視統合為ITV倫敦，兩家公司在運營上已實際融為一體，但仍然各自持有播出執照。卡爾頓電視在1991年以4320萬英鎊的價格奪得倫敦地區平日獨立電視執照。自1993年1月1日開始，卡爾頓電視成為獨立電視網（ITV）在倫敦地區平日的播出業者。在1990年代中後期的獨立電視網各公司的合併潮中，卡爾頓電視的母公司卡爾頓通信股份和格拉納達電視的母公司格拉納達股份整合了英格蘭及威爾士各家獨立電視網特許經營商，並在2004年合併為獨立電視公司。

## 外部連結
- ITV plc（页面存档备份，存于） at itv.com
- Carlton Screen Advertising（页面存档备份，存于）
- Carlton Television at TVARK